# یوتیوب شورتس
یوتیوب شورتس (انگلیسی: YouTube Shorts) بخش ویدئوهای کوتاه پلتفرم اشتراک‌گذاری ویدئوی آنلاین آمریکایی یوتیوب است. شورتس، ویدئوهای عمودی کمتر از ۱۸۰ ثانیه را شامل می‌شود و امکانات مختلفی برای تعامل کاربران دارد. تا مه ۲۰۲۴، ویدئوهای شورتس مجموعاً بیش از ۵ تریلیون بازدید از زمان راه‌اندازی این قابلیت برای عموم مردم در ۱۳ ژوئیه ۲۰۲۱ به دست آورده‌اند، که شامل بازدیدهایی می‌شود که پیش از معرفی ویژگی یوتیوب شورتس ثبت شده‌اند. سازندگان محتوا بر اساس تعداد بازدیدهایی که دریافت می‌کنند یا از طریق درآمد تبلیغاتی، پول به دست می‌آورند. افزایش محبوبیت یوتیوب شورتس نگرانی‌هایی دربارهٔ اعتیاد نوجوانان به این پلتفرم به همراه داشته است.